# 耶律引吉
耶律引吉（やりつ いんきつ、生没年不詳）は、遼（契丹）の政治家。字は阿括。契丹品部の出身。

## 経歴
耶律双古の子として生まれた。父の蔭官により出仕し、東京副留守・北枢密院侍御に累進した。ときに蕭革や蕭図古辞らが重用されていたが、引吉はかれらにおもねろうとしなかった。客省使に転じた。ときに朝廷が3京の隠戸を捜索させて成果をえられなかったが、引吉が任を引き継ぐと、数千戸あまりを戸籍に登録させた。
皇太子耶律濬が北院と南院の行政を統轄すると、引吉がその補佐と教導にあたった。枢密使耶律乙辛は皇太子を追い落とそうと考えていたので、引吉を引き離そうと画策して、引吉を群牧林牙として出すよう上奏した。太康元年（1075年）、耶律乙辛は牧地を賜るよう請願したが、引吉がこれに反対したため、道宗は耶律乙辛の請願をしりぞけた。耶律乙辛はこのためますます引吉を憎み、引吉を懐徳軍節度使に出向させ、さらに漠北猾水馬群太保に左遷させた。

## 伝記資料
- 『遼史』巻97 列伝第27